# Urucumania borellii
Urucumania borellii är en insektsart som först beskrevs av Giglio-Tos 1897.  Urucumania borellii ingår i släktet Urucumania och familjen Pseudophasmatidae. Inga underarter finns listade i Catalogue of Life.